# كام كالدر
كام كالدر هو طبيب أسنان وسياسي نيوزيلندي، ولد في 1952. نشط حزبياً في الحزب الوطني في نيوزيلندا. وقد انتخب عضو مجلس النواب النيوزيلندي ‏ (16 يونيو 2009 – ).